# فرانك باركلي
فرانك باركلي (بالإنجليزية: Frank Barclay)‏ هو لاعب دوري الرغبي نيوزلندي، ولد في 5 يونيو 1887 في تاورانجا في نيوزيلندا، وتوفي في 20 نوفمبر 1959.